# NO WAY BACK 逃走遊戯
『NO WAY BACK 逃走遊戯』（ノー・ウェイ・バック とうそうゆうぎ、原題：No Way Back）は、1995年制作の日本・アメリカ合衆国のアクション・スリラー映画。
FBI捜査官と日本人ヤクザとの逃走劇を描く。ラッセル・クロウ、豊川悦司らが出演。
豊川悦司は第20回報知映画賞助演男優賞を受賞（『Love Letter』、『トイレの花子さん』と共に）。
東映のソフトタイトルは『逃走遊戯 NO WAY BACK』。

## あらすじ
ニューヨーク・マフィアのサラーノ・ファミリーのアジトで潜入捜査を行っていたFBI捜査官のセイコが、いきなり首領サラーノの息子ヴィクターを始めアジト内の全員を射殺した末、飛び降り自殺を遂げた。
彼女の上司のザック・グラント捜査官は彼女の不可解な行動の原因を探るうち、ニューヨーク進出を謀る日本人ヤクザ、ユウジ・コバヤシの存在に行き当たる。ザックはユウジを逮捕するが、最愛の息子を殺されたサラーノはザックの息子エリックを誘拐、ユウジを引き渡すように要求する。
エリックを取り戻したいザックはユウジを連れて取り引き場所となるロサンゼルス行きの飛行機に乗り込むが、マフィアとの取り引きに気付いたユウジは飛行機をハイジャック、砂漠の中の飛行場に不時着させ、乗務員のメリーを人質に取り逃走する。
ザックはユウジを追跡して捕えるが、彼らは見張っていたサラーノの手先に捕まる。彼らはサラーノ・ファミリーと彼らの動きを察知したFBI、ユウジの配下たちが衝突した間に脱出する。ザックはサラーノと連絡を取り、翌朝の取り引きを約束し、取り引き場所へと向かう。
その途中で、ザックとユウジのそれぞれの事情が明らかになっていく。それを知ったザックとユウジには友情のようなものが芽生えていく。そしていよいよ取り引きの時、2人はそれぞれの目的のためサラーノと対峙する。

## キャスト
- ザック・グラント：ラッセル・クロウ（吹替：石塚運昇）
- ユウジ・コバヤシ：豊川悦司 ※本人吹替
- メリー：ヘレン・スレイター（吹替：湯屋敦子）
- テツロウ：嶋田久作 ※本人吹替
- フランク・サラーノ：マイケル・ラーナー（吹替：飯塚昭三）
- ヴィクター・サラーノ：アイアン・ジーリング（吹替：荒川太郎）
- セイコ・コバヤシ：ケリー・ヒュー
- エリック・グラント：アンドリュー・J・ファークランド（吹替：大谷育江）